# The Wayward Bus
The Wayward Bus is een Amerikaanse dramafilm uit 1957 in zwart-wit onder regie van Victor Vicas. De film, met in de hoofdrollen Joan Collins, Jayne Mansfield, Dan Dailey en Rick Jason, is gebaseerd op de gelijknamige roman uit 1947 van John Steinbeck en werd destijds in Nederland uitgebracht onder de titel Verdoolde bus.

## Verhaal
In het zuiden van Californië rijdt buschauffeur Johnny Chicoy zijn charterbus op weg naar San Juan, Mexico. Met zijn passagiers stopt hij bij een wegrestaurant dat wordt gerund door zijn alcoholistische vrouw Alice. Onder de passagiers bevinden zich Camille Oakes, een stripper op weg naar San Juan voor een klus, Ernest Horton, een zakenman die graag schuine grappen maakt, Van Brunt, een oude man die zo snel mogelijk naar San Juan wil gaan, en de familie Pritchard, die op familievakantie gaat. In het restaurant sluiten ook de jonge klusjesman Pimples zich aan en serveerster Norma, die verlangt naar een doorbraak in Hollywood.
Vlak voor de busrit vertrekt vanaf het restaurant, krijgt Johnny ruzie met zijn vrouw over haar alcoholisme en geldzucht, en besluit haar niet mee te nemen op reis. Onderweg wordt hij verleid door Mildred, de tienerdochter van de familie Pritchard. Ernest laat ondertussen zijn ogen vallen op Camille en weet indruk op haar te maken. Al gauw raakt de groep gestrand vanwege een aardverschuiving. Johnny probeert Alice in te schakelen voor hulp, maar zij is dronken en weigert. Johnny besluit hierop om zonder hulp de route te volbrengen en nooit meer terug te keren naar het restaurant. Alice wordt in haar restaurant bezocht door een flirtende helikopterpiloot, maar zij is niet gediend van zijn avances. Hij biedt haar een helikopterrit naar de gestrande bus aan. 
Ondertussen heeft Johnny zijn bus vastgereden in de modder, tot groot ongenoegen van de passagiers. Hij hoopt op hulp van een boer met een tractor, maar de boer is pas later op de dag beschikbaar, waardoor de gestrande passagiers niet anders kunnen dan wachten. Johnny schuilt in een stal voor de regen en wordt bezocht door Mildred, die hem probeert in te palmen met haar charme. Ernest maakt gebruik van de situatie om Camille te verleiden en doet een huwelijksaanzoek. Meneer Pritchard waarschuwt hem echter dat ze een stripper is. 
Ernest moet aanvankelijk wennen aan dit nieuws, maar blijft achter zijn aanzoek staan en nodigt haar uit om met hem naar Los Angeles te verhuizen. Camille accepteert dit aanbod en laat haar carrière als stripper achter zich. Alice heeft zich inmiddels bij de groep gevoegd en is op de hoogte gesteld van Johnny's onderonsje met Mildred. Ze is woedend en verlaat hem, maar Johnny, die zich inmiddels realiseert dat Alice de ware voor hem is, achtervolgt haar en wordt vergeven. 

## Rolverdeling
| Acteur           | Personage           |
| ---------------- | ------------------- |
| Joan Collins     | Alice Chicoy        |
| Jayne Mansfield  | Camille Oakes       |
| Dan Dailey       | Ernest Horton       |
| Rick Jason       | Johnny Chicoy       |
| Betty Lou Keim   | Norma, serveerster  |
| Dolores Michaels | Mildred Pritchard   |
| Larry Keating    | Elliott Pritchard   |
| Robert Bray      | Morse               |
| Kathryn Givney   | Bernice Pritchard   |
| Dee Pollock      | Ed 'Pimples' Carson |
| Will Wright      | Van Brunt           |

## Productie
Filmproducent Charles K. Feldman kocht de rechten van het boek in januari 1952, en was van plan om dit te verfilmen met Jennifer Jones en Marlon Brando in de hoofdrollen. Feldman had William Saroyan aangesteld als scenarist en George Stevens als regisseur. De film kwam niet van de grond.
In september 1955 vergaarde 20th Century Fox de rechten van het boek en stelde Henry Hathaway aan als regisseur. Richard Widmark werd aangesteld in de rol van Johnny Chicoy, met Gene Tierney als zijn tegenspeelster. Hathaway vond echter dat Widmark niet geschikt was voor deze rol en trok zich terug als regisseur. Hathaway werd vervangen door Victor Vicas. Ook Widmark en Tierney werden vervangen, door respectievelijk Rick Jason en Joan Collins. Voordat Collins werd gecast, werd de rol eerder aangeboden aan Susan Hayward, die hem afsloeg; Linda Darnell deed auditie voor deze rol. Ook Robert Mitchum was op een gegeven moment verbonden aan het project.
Jayne Mansfield werd gecast in de rol vanwege haar recentelijke succes in The Girl Can't Help It (1956). De studio hoopte met The Wayward Bus te kapitaliseren op het succes van die film. Voor Mansfield was dit project haar eerste serieuze rol; ze baseerde haar vertolking op Marilyn Monroe's rol in Bus Stop (1956).
Joanne Woodward werd aanvankelijk gecast als Mildred, maar zij trok zich lastminute terug om The Three Faces of Eve (1957) te filmen. Nieuwkomer Dolores Michaels verving haar korte tijd voordat de opnamen begonnen. De film werd grotendeels in de studio opgenomen. De draaiperiode was 63 dagen, tussen januari en april 1957. Rick Jonas schreef in zijn autobiografie dat Vicas onervaren was als regisseur en zich geen raad wist met de cast.

## Ontvangst
Hoewel de film negatief werd ontvangen door de Amerikaanse pers, kreeg Mansfield lof voor haar acteerprestaties. De studio was tevreden met haar en beloonde haar met een rol in Kiss Them for Me (1957).
De Nederlandse pers schreef gematigd enthousiast over de film. Recensent van De Waarheid noemde het "een gezellige film met een boeiende handeling en goed spel van vooral Joan Collins [..], Dan Dailey en Jayne Mansfield", maar was minder enthousiast over de regie van Vicas: "[Vicas] is er echter niet geheel in geslaagd de actie van de natuurelementen, het noodweer, tot de achtergrond te maken, waartegen de innerlijke belevenissen van de mensen hun speciale tragiek krijgen. De twee elementen van het verhaal staan te los van elkaar en met zijn vliegwerk [..] kon [Vicas] het kunstwerk van Steinbeck niet evenaren."
Criticus van Het Vrije Volk schreef dat Vicas de inhoud van het boek "ietwat verzacht [weergeeft]" en dat de figuren zich "dankzij het goede spel" van de acteurs zich duidelijk laten herkennen. Recensent van het Algemeen Handelsblad noemde de film "een betrekkelijk dociele verfilming" waarmee Vicas "een zekere scherpte heeft verloren".